# Osso esfenoide

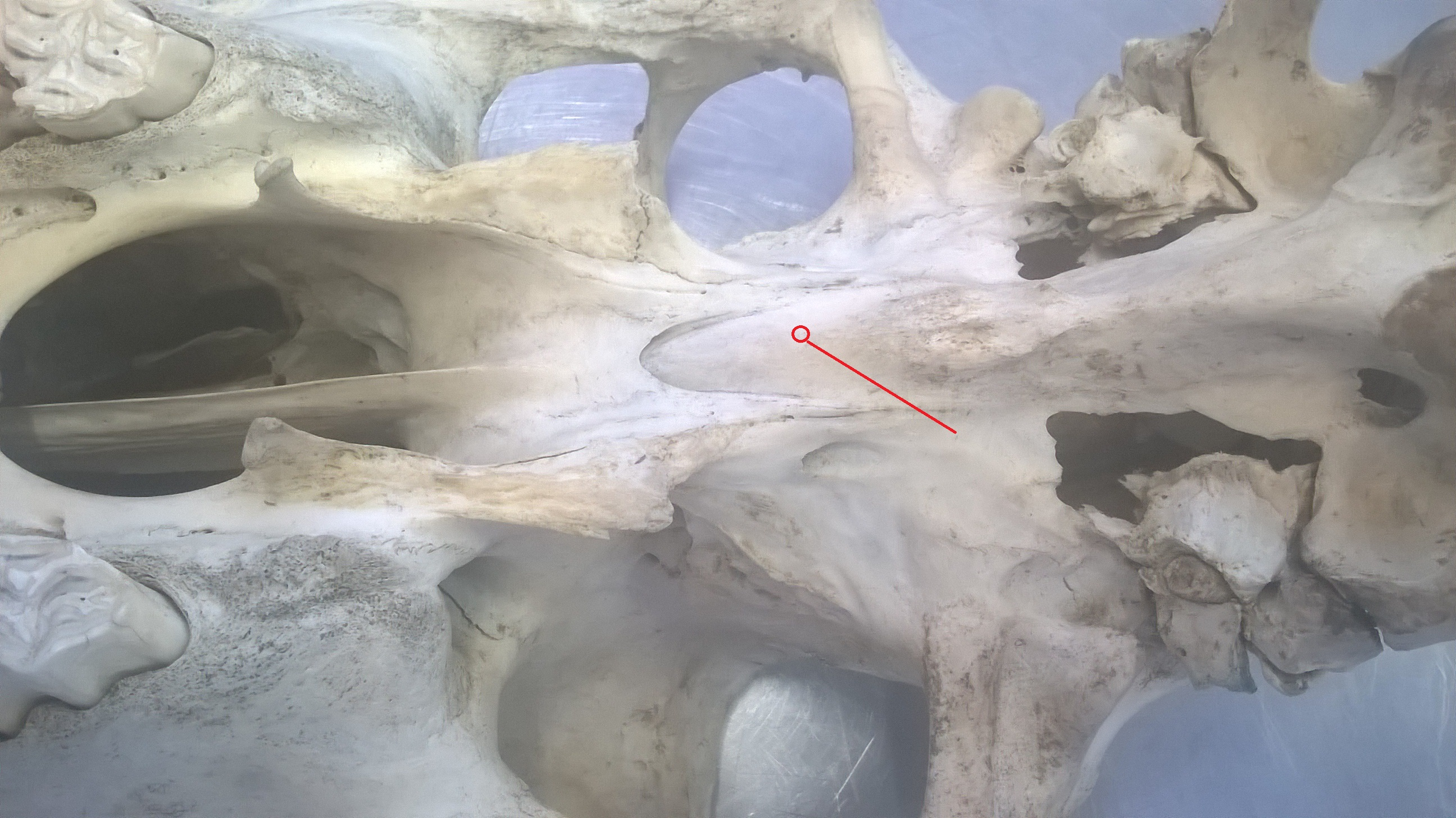
Osso Esfenoide,Espécie Equino(cavalo),Face Ventral

O osso esfenoide (do latim sphenoidale) é um osso situado na base do crânio anteriormente aos processos jugular e basilar do osso occipital. Apresenta um formato semelhante a uma borboleta ou morcego com as asas abertas. A sua porção central é constituída por tecido ósseo esponjoso, em que os espaços medulares estão preenchidos basicamente por tecido adiposo (daí o hipersinal característico na ressonância magnética do crânio).  Dentro do corpo do esfenoide está o seio esfenoidal, um espaço preenchido por ar (cavidade pneumática) e revestido por mucosa, constitui um dos maiores seios do crânio. 
O esfenoide tem três importantes pares de processos:
- a asa maior, cuja superfície interna contribui para a formação da base do crânio, correspondendo a porção anterior da fossa craniana média;  a superfície externa forma a parede lateral da órbita.
- a asa menor, que ajuda a formar a borda limitante entre as fossas cranianas anterior e média.
- o processo pterigoide, dividido em lâminas lateral e medial, ajuda a compor a fossa ptérigo-palatina.

## Articulação
O osso esfenoide articula-se com os ossos:
- Frontal
- Parietal
- Temporal
- Occipital
- Zigomático
- Vômer
- Etmoide
- Palatino

## Forames e fissuras[4]
- Canal óptico - nervo óptico e artéria oftálmica
- Forame redondo - nervo maxilar (V²)
- Forame oval - nervo mandibular (V3), artéria meníngea acessória
- Forame espinhoso - artéria meníngea média
- Canal pterigoide

Juntamente com o osso frontal:
- Fissura orbitária superior - Nervos oculomotor (III), troclear (IV) abducente (VI) e ramo oftálmico do trigêmeo (V¹),artéria oftálmica e veia oftálmica
- Fissura orbitária inferior - nervo maxilar (segunda divisão do nervo trigêmeo), artéria infraorbital e veio infraorbital

## Osso esfenoide e a evolução humana
De acordo com estudos científicos recentes, o osso esfenoide pode ser a explicação para a inteligência humana comparado a outros primatas, principalmente os do gênero homo. Existe uma relação descoberta que no decorrer da evolução humana sempre que o osso esfenoide se dobrava, o cérebro dos ancestrais hominídeos ficava maior. Isto se tornou evidente ao se comparar diversos ossos esfenoides de diferentes espécies de primatas, como os fósseis de primatas mais primitivos de 60 milhões de anos com outros primatas modernos e os ancestrais humanos. Neste período tal osso mudou de forma por cinco vezes. De acordo com esta abordagem estas dobras ocorreram em intervalos de tempo cada vez mais curto. Por conta deste intervalo cada vez mais curto os estudiosos defendem que uma nova dobra no osso esfenoide deve acontecer (se já não aconteceu em alguma pessoa no mundo) em breve e quando se dobrar mais uma vez haverá provável aumento de massa encefálica e inteligência do ser humano.

## Galeria

Visto de lado
Visto por baixo
Visto de cima
Formato